# Walter Quakernack
Walter Friedrich Wilhelm Quakernack (* 9. Juli 1907 in Senne II bei Bielefeld; † 11. Oktober 1946 in Hameln) war ein deutscher SS-Oberscharführer und Kriegsverbrecher, der als Angehöriger der Politischen Abteilung (Lagergestapo) im KZ Auschwitz eingesetzt war. Nach dem Ende des Zweiten Weltkrieges wurde Quakernack im zweiten Bergen-Belsen-Prozess zum Tode verurteilt und hingerichtet.

## Leben
Walter Quakernack bestritt seinen Lebensunterhalt als Handlungsgehilfe. Er trat zum 1. August 1931 der NSDAP (Mitgliedsnummer 616.135) und 1933 der SS bei (SS-Nummer 125.266). Ab Juni 1940 war Quakernack Angehöriger der Lagermannschaft des KZ Auschwitz. Er fungierte dort als Referent in der Politischen Abteilung (Lagergestapo), dann im Aufnahme- und Entlassungsbüro und leitete danach das Lagerstandesamt. Zudem war er Leiter der Krematoriumsverwaltung des Stammlagers und soll Ende 1941 in Block 11 an der ersten Vergasung sowjetischer Kriegsgefangener teilgenommen haben. Des Weiteren erschoss er Häftlinge an der Schwarzen Wand und im Alten Krematorium. Am 1. September 1942 erfolgte seine Beförderung vom Unter- zum Oberscharführer und ein Jahr später, am 15. September 1943, erhielt er das Kriegsverdienstkreuz II. Klasse mit Schwertern. Im Oktober 1943 kam es zu einem Zwischenfall, bei dem die Tänzerin Franciszka Mann Quakernack seine Waffe entwendete und mit dieser einen SS-Mann tötete sowie einen weiteren verletzte.
Ab April 1944 leitete Quakernack das Nebenlager Laurahütte des KZ Auschwitz III Monowitz. Dieses Lager, eine Gießerei und Berghütte der Königs- und Bismarckhütte A.G, wurde im Januar 1945 im Zuge der Evakuierung des KZ Auschwitz geräumt und die Häftlinge in das Außenlager des KZ Neuengamme Hannover-Mühlenberg überführt. Dort mussten die Häftlinge unter dem Lagerleiter Quakernack bei der Hannoverschen Motoren AG (Hanomag) für die Rheinmetall-Borsig AG Flakgeschütze produzieren. Nach der Räumung dieses Lagers am 6. April 1945 gelangten die Häftlinge unter Quakernack nach einem „Todesmarsch“ am 8. April 1945 in das KZ Bergen-Belsen, welches am 15. April 1945 befreit wurde.
Vom britischen Militärgerichtshof wurde Quakernack im zweiten Bergen-Belsen-Prozess am 30. Mai 1946 in Celle wegen seiner Taten im KZ Bergen-Belsen und Auschwitz zum Tode verurteilt. Das Urteil wurde am 11. Oktober 1946 im Gefängnis Hameln durch den Henker Albert Pierrepoint vollstreckt.